# ソフィア・ポルカノバ
ソフィア・ポルカノバ（Sofia Polcanova、1994年9月3日 - ）はオーストリアの卓球選手。モルドバ出身。2016年リオデジャネイロオリンピック、2020年東京オリンピックに出場した。
Tリーグの木下アビエル神奈川に所属歴あり。

## 主な戦績
2017年
- ITTFチャレンジ・クロアチアオープン 女子シングルス 準優勝

2018年
- ヨーロッパ卓球選手権 女子シングルス ベスト4、女子ダブルス 準優勝（ヤナ・ノスコワペア）、混合ダブルス 準優勝（ステファン・フェゲルペア）

2019年
- ヨーロッパトップ16 女子シングルス 3位
- ブルガリアオープン 女子ダブルス ベスト4（ベルナデッテ・スッチペア）
- チェコオープン 混合ダブルス ベスト4（ステファン・フェゲルペア）

2020年
- ヨーロッパトップ16 女子シングルス 3位

2022年
- ヨーロッパ卓球選手権 女子シングルス優勝、女子ダブルス優勝（パートナーはベルナデッテ・スッチ）、混合ダブルスベスト4（パートナーはロベルト・ガルドシュ）[5]

2024年
- ヨーロッパ卓球選手権 女子シングルス優勝 [6]、女子ダブルス準優勝（パートナーはベルナデッテ・スッチ）[7]、混合ダブルス準優勝（パートナーはロベルト・ガルドシュ）[8]

2025年
- 第58回世界卓球選手権個人戦 女子ダブルス 準優勝(ペア:ベルナデッテ・スッチ)[9]